# Брансуик (полуостров)
Брансуик или Брансвик (исп. Península de Brunswick) — самый большой полуостров в чилийской области Магальянес-и-ла-Антарктика-Чилена. Длина полуострова 112 км.
На нём расположена самая южная континентальная точка Южной Америки — мыс Фроуорд.
Полуостров был назван английскими исследователями в честь герцога Фридриха Вильгельма Брауншвейг-Вольфенбюттельского, который участвовал в войнах с Наполеоном и погиб в битве при Катр-Бра.
Единственный город на полуострове — Пунта-Аренас, столица региона. Полуостров гористый, максимальная высота — 1127 м.
К югу и востоку от полуострова находится остров Огненная Земля, отделённый Магеллановым проливом, на северо-западе омывается заливом Отуэй.